# Élections législatives de 1951 en Dordogne
Les élections législatives françaises de 1951 se tiennent le 17 juin. Ce sont les deuxièmes élections législatives de la Quatrième République.

## Mode de scrutin
Représentation proportionnelle plurinominale suivant la méthode du plus fort reste dans 103 circonscriptions, conformément à la loi des apparentements : les listes qui se sont « apparentées » avant l'élection remportent tous les sièges de la circonscription si leurs voix ajoutées obtiennent la majorité absolue des suffrages exprimés. Il y a 629 sièges à pourvoir.
Le vote préférentiel est admis. 
Dans le département de la Dordogne, cinq députés sont à élire.

## Candidats

### Liste du Parti communiste français
| N° | Candidats | Candidats      | Parti         | Principales fonctions |
| -- | --------- | -------------- | ------------- | --- |
| 01 |           | Yves Péron     | PCF           | Plombier, député sortant, ancien résistant, conseiller général, conseiller municipal de Périgueux                                       |
| 02 |           | Charles Serre  | Divers gauche | Député sortant MRP d'Algérie française, ancien notaire, Compagnon de la Libération conseiller général du canton de Champagnac-de-Belair |
| 03 |           | Lucien Dutard  | PCF           | Instituteur, conseiller général, maire de Boulazac, député sortant                                                                      |
| 04 |           | Jeanne Vigier  | PCF           | Cultivatrice, ancien Conseiller de la République, Le Buisson-de-Cadouin                                                                 |
| 05 |           | Renaud Geneste | PCF           | Viticulteur |

### Liste du Rassemblement des gauches républicaines et du Parti radical-socialiste
| N° | Candidats | Candidats      | Parti       | Principales fonctions                                                            |
| -- | --------- | -------------- | ----------- | -------------------------------------------------------------------------------- |
| 01 |           | Yvon Delbos    | RGR-Radical | Député sortant, ancien Ministre, journaliste, ancien résistant déporté           |
| 02 |           | Henry Laforest | RGR-Radical | Conseiller de l'Union française, avocat, conseiller général du canton de Mareuil |
| 03 |           | Jean Rondeau   | RGR-Radical | Adjoint au maire de Périgueux                                                    |
| 04 |           | Jean Eyma      | RGR-Radical | Conseiller général du canton de Sigoulès, viticulteur à Monbazillac              |
| 05 |           | Jean Lagoubie  | RGR-Radical | Conseiller général, maire de Montpon-sur-l'Isle, docteur en médecine             |

### Liste démocratique SFIO
| N° | Candidats | Candidats      | Parti | Principales fonctions                                                         |
| -- | --------- | -------------- | ----- | ----------------------------------------------------------------------------- |
| 01 |           | Robert Lacoste | SFIO  | Député sortant, ancien Ministre, Président du Conseil général, maire d'Azerat |
| 02 |           | André Pradeau  | SFIO  | Conseiller général du canton de Ribérac, maire de Villetoureix                |
| 03 |           | Édouard Dupuy  | SFIO  | Conseiller général, maire de Villamblard                                      |
| 04 |           | Henri Roland   | SFIO  | Propriétaire-exploitant à La Roque-Gageac, planteur de tabac                  |
| 05 |           | Yves Massy     | SFIO  | Conseiller général du canton de Bussière-Badil, maire de Piégut-Pluviers      |

### Liste d'action économique, sociale et familiale, présentée par le Mouvement républicain populaire et les républicains démocrates
| N° | Candidats | Candidats        | Parti | Principales fonctions                  |
| -- | --------- | ---------------- | ----- | -------------------------------------- |
| 01 |           | Raoul Rousseau   | RPF   | Docteur en médecine à Périgueux        |
| 02 |           | Alain Griotteray | RPF   | Industriel, ancien résistant           |
| 03 |           | Jean Lacouchie   | RPF   | Commerçant à Périgueux                 |
| 04 |           | Édouard Dilhan   | RPF   | Restaurateur à Saint-Martin-de-Ribérac |
| 05 |           | Albert Géraud    | RPF   | Viticulteur à Bergerac                 |

### Liste du Mouvement républicain populaire
| N° | Candidats | Candidats        | Parti | Principales fonctions                         |
| -- | --------- | ---------------- | ----- | --------------------------------------------- |
| 01 |           | André Denis      | MRP   | Journaliste, ancien résistant, député sortant |
| 02 |           | Robert Kellerson | MRP   | Enseignant                                    |
| 03 |           | Michel Durand    | MRP   |                                               |
| 04 |           | Marie Cellerier  | MRP   |                                               |
| 05 |           | Émile Combelas   | MRP   | Commerçant en machines agricoles à Nontron    |

### Liste du Centre national des indépendants et paysans
| N° | Candidats | Candidats        | Parti   | Principales fonctions                                              |
| -- | --------- | ---------------- | ------- | ------------------------------------------------------------------ |
| 01 |           | Marcel Ventenat  | RGR     | Ingénieur civil des Mines, conseiller général du canton de Lalinde |
| 02 |           | Georges Gerbeaud | PRS     | Industriel à Mussidan                                              |
| 03 |           | Michel Diéras    | Radical | Agriculteur, conseiller général du canton du Bugue                 |
| 04 |           | Jean Rudeaux     | CNIP    | Agriculteur, licencié en droit                                     |
| 05 |           | René Magnoux     | CNIP    | Commerçant                                                         |

## Élus
| Député sortant | Parti | Parti   | Député élu ou réélu | Parti | Parti   |
| -------------- | ----- | ------- | ------------------- | ----- | ------- |
| Yves Péron     |       | PCF     | André Pradeau       |       | SFIO    |
| Lucien Dutard  |       | PCF     | Henri Laforest      |       | Rad soc |
| Robert Lacoste |       | SFIO    | Robert Lacoste      |       | SFIO    |
| André Denis    |       | MRP     | André Denis         |       | MRP     |
| Yvon Delbos    |       | Rad soc | Yvon Delbos         |       | Rad soc |

## Résultats

### Résultats à l'échelle du département
- Les listes Rad soc-RGR, de la SFIO, du MRP et du CNIP se sont apparentées.
- Leurs voix cumulées représentant plus de 50% des exprimés, tous les sièges sont répartis à la proportionnelle entre les partis apparentés.

| Parti    | Parti                                            | Tête de liste   | Résultats | Résultats | Sièges |  |
| Parti    | Parti                                            | Tête de liste   | Voix      | %         |        |  |
| -------- | ------------------------------------------------ | --------------- | --------- | --------- | ------ |  |
|          | Parti communiste français                        | Yves Péron      | 61 517    | 31,83     | 0      |  |
|          | Rassemblement des gauches républicaines *        | Yvon Delbos     | 40 918    | 21,17     | 2      |  |
|          | Section française de l'Internationale ouvrière * | Robert Lacoste  | 36 033    | 18,64     | 2      |  |
|          | Rassemblement du peuple français                 | Raoul Rousseau  | 25 099    | 12,99     | 0      |  |
|          | Mouvement républicain populaire *                | André Denis     | 14 136    | 7,31      | 1      |  |
|          | Centre national des indépendants et paysans *    | Marcel Ventenat | 13 900    | 7,19      | 0      |  |
|          |                                                  |                 |           |           |        |  |
| Inscrits | Inscrits                                         | Inscrits        | 248 170   | 100,00    | 5      |  |
| Votants  | Votants                                          | Votants         | 197 536   | 79,60     |        |  |
| Exprimés | Exprimés                                         | Exprimés        | 193 274   | 97,84     |        |  |